# Aidenbach
Aidenbach è un comune tedesco di 3 127 abitanti, situato nel land della Baviera.